# حسین‌آباد دولاب
حسین‌آباد دولاب  روستایی در دهستان دامنکوه بخش مرکزی شهرستان دامغان استان سمنان ایران است.

## جمعیت
بر پایه سرشماری عمومی نفوس و مسکن در سال ۱۳۹۵ جمعیت این روستا ۲۵۹ نفر (در ۱۰۲ خانوار) بوده است.